# Jack Spicer
Jack Spicer (Los Angeles, 30 de janeiro de 1925 - São Francisco, 17 de agosto de 1965) foi um poeta, novelista e romancista dos Estados Unidos. Foi uma figura central na Renascença de São Francisco. Foi co-fundador da Six Gallery, famosa por abrigar leituras de poemas acompanhadas de Jazz, em 1954.